# Eisenbahnunfall von Hamburg-Hausbruch
Bei dem Eisenbahnunfall von Hamburg-Hausbruch am 22. Juli 1975 starben bei einem Frontalzusammenstoß zwischen einem Personenzug und einem Güterzug elf Menschen.

## Ausgangslage
Am 22. Juli 1975 war im Feierabendverkehr der Nahverkehrszug N 6858 von Hamburg Hauptbahnhof nach Buxtehude auf der Bahnstrecke Hamburg-Harburg–Cuxhaven unterwegs. Von Hamburg-Waltershof kam über die Hamburger Hafenbahn der Güterzug Sg 52323 zum Rangierbahnhof Maschen, der in Hamburg-Hausbruch auf die Strecke nach Hamburg-Harburg wechseln sollte. Dazu musste er das Gleis der Gegenrichtung kreuzen, über das auch der Nahverkehrszug fahren musste. Dem Güterzug war dazu vom Fahrdienstleiter Vorrang eingeräumt worden: Das Signal für den Personenzug zeigte „Halt“. Dieses Hauptsignal stand hinter dem damaligen Haltepunkt Hamburg-Tempowerk, kurz vor der Brücke der A 7. Das zugehörige Vorsignal stand schon vor dem Haltepunkt.

## Unfallhergang
Als der Lokomotivführer des Nahverkehrszugs am Haltepunkt Hamburg-Tempowerk gegen 17:10 Uhr wieder losfuhr, war ihm entfallen, dass das Vorsignal „Halt erwarten“ gezeigt hatte. Er fuhr in Richtung des Bahnhofs Hamburg-Hausbruch (heute ein Betriebsbahnhof) los und beschleunigte, als habe es die Warnung nicht gegeben. Als er kurz vor dem Hauptsignal seinen Fehler bemerkte, fuhr der Zug schon etwa 80 km/h. Die eingeleitete Schnellbremsung verringerte die Geschwindigkeit zwar noch auf 40 km/h, aber der Frontalzusammenstoß mit dem etwa 30 km/h fahrenden Güterzug war nicht mehr zu vermeiden. Der erste Personenwagen wurde von den folgenden fünf Wagen gegen die Lokomotive gedrückt, so dass der vordere Wagenteil sieben Meter in die Höhe gepresst wurde, bevor er im ersten Einstiegsbereich abknickte.

## Folgen
11 Menschen starben, 125 wurden darüber hinaus verletzt. Beide Lokführer überlebten. Der Lokführer des Güterzugs sprang rechtzeitig ab, der des Personenzuges warf sich auf den Boden des Führerstandes und trug nur Schürfwunden davon.
Die Deutsche Bundesbahn wurde massiv kritisiert, weil fast genau vier Jahre zuvor exakt dasselbe gefährliche Ereignis abgelaufen war. Damals kamen die beiden Lokomotiven wenige Meter voneinander zum Stehen. Schon damals war die schlechte Sichtbarkeit des Hauptsignals (ein Formsignal) vor der grauen Betonbrücke und das Fehlen eines Vorsignalwiederholers hinter dem Haltepunkt Hamburg-Tempowerk bemängelt worden. Ein dort stationierter, mit dem Signalwiederholer verbundener Indusi-Magnet hätte den Zug durch eine Zwangsbremsung vor dem Hauptsignal zum Stehen gebracht.
Der Lokomotivführer des Personenzuges wurde im anschließenden Strafprozess wegen fahrlässiger Tötung und fahrlässiger Körperverletzung zu einer Haftstrafe von 8 Monaten auf Bewährung verurteilt.